# 키춤
〈키춤〉은 조선민주주의인민공화국의 혁명가극인 《피바다》 가운데 나오는 현대 무용 작품을 분리시킨 작품으로, 4대 혁명무용의 하나로 꼽히고 있다. 4대 혁명무용 가운데〈사과풍년〉과 함께 본래 혁명가극 내에 삽입되었던 가극 무용이다.
이 춤은 《피바다》 중 제3장 2경에 등장하며, 마을 처녀들이 조선인민혁명군에게 보낼 식량을 마련하여 방앗간에서 손질하는 집단 노동 장면을 군무로 묘사한 것이다. 무용수들이 전통 도구인 키를 소도구로 이용하여 민족적인 정서를 담고 있는 점을 인정을 받았고, 혁명적 낙관주의라는 극의 주제도 잘 살린 것으로 높이 평가받고 있다.

## 참고자료
- “무용 〈키춤〉”. 조선중앙통신. 2002년 5월 9일.
- 강문영 (2006년 6월 5일). ““다르지만 뛰어난 예술로 우리는 하나" - 4일, 금강산가극단 특별공연 개막”. 컬처뉴스.
- KBS 온라인 오피스, 북한백과 - 4대 혁명무용 | 공연